# Črgoviče
Črgoviče (nemško Tscherberg) je naselje v Občini Bistrica pri Pliberku v Okraju Velikovec na Koroškem v Avstriji.